# ماغي نيلسون
ماغي نيلسون (بالإنجليزية: Maggie Nelson)‏ هي عضوة هيئة تدريس جامعية ‏ وكاتِبة وشاعرة أمريكية، ولدت في 1973 في سان فرانسيسكو في الولايات المتحدة.